# Thanh Sơn, Trà Cú
Thanh Sơn là một xã cũ thuộc huyện Trà Cú, tỉnh Trà Vinh, Việt Nam.

## Địa lý
Xã Thanh Sơn nằm ở phía đông huyện Trà Cú, cách trung tâm huyện 5,1 km, cách trung tâm tỉnh Trà Vinh khoảng 33,6 km, có vị trí địa lý:
- Phía đông giáp xã Long Hiệp
- Phía tây giáp thị trấn Trà Cú và xã Kim Sơn
- Phía nam giáp xã Hàm Giang và xã Hàm Tân
- Phía bắc giáp thị trấn Trà Cú và xã Ngãi Xuyên.

Xã Thanh Sơn có diện tích 14,24 km², dân số năm 2019 là 8.956 người, mật độ dân số đạt 629 người/km².

## Hành chính
Xã Thanh Sơn được chia thành 7 ấp: Ba Tục A, Ba Tục B, Giồng Ông Thìn, Kos La, Sóc Chà A, Sóc Chà B, Trà Lés.

## Lịch sử
Ngày 15 tháng 9 năm 1981, Hội đồng Bộ trưởng Quyết định 69-HĐBT về việc chia xã Ngãi Xuyên thành hai xã là xã Ngãi Xuyên và xã Thạnh Sơn.
Ngày 29 tháng 8 năm 1994, Chính phủ ban hành Nghị định 99-CP về việc thành lập thị trấn Trà Cú được thành lập trên cơ sở tách một phần dân số và diện tích của xã Thanh Sơn.
Ngày 10 tháng 12 năm 2003, Chính phủ Việt Nam ban hành Nghị định số số 157/2003/NĐ-CP về việc thành lập xã Kim Sơn thuộc huyện Trà Cú trên cơ sở 2.228,72 ha diện tích tự nhiên và 7.874 nhân khẩu của xã Thanh Sơn.
Sau khi điều chỉnh địa giới hành chính thành lập xã Kim Sơn, xã Thanh Sơn còn lại 1.434,60 ha diện tích tự nhiên và 6.592 nhân khẩu.

## Xã hội

### Giáo dục
Trường Mẫu giáo có 4 điểm trường.
- Trường MG Thanh Sơn (Điểm chính): Ấp Ba Tục B
- Trường MG Thanh Sơn (Điểm ấp Giồng Ông Thìn)
- Trường MG Thanh Sơn (Điểm ấp Kos La)
- Trường MG Thanh Sơn (Điểm ấp Trà Lés).

Trường Tiểu học có 2 điểm trường:
- Trường TH Thanh Sơn: Ấp Sóc Chà B
- Trường TH Thanh Sơn: Ấp Trà Lés

Trường THCS Thanh Sơn: Ấp Sóc Chà B.

## Giao thông

### Giao thông bộ
Trên địa bàn xã có 1 tuyến giao thông chính là đường Huyện 36, và tuyến đường tránh Quốc lộ 53, ngoài ra trên địa bàn toàn xã còn có các tuyến giao thông đường nhựa liên xã có tổng chiều dài trên 10,637 km được phân bố khá hợp lý, các tuyến giao thông nông thôn 7/7 ấp đều được bê tông hóa đảm bảo xe 2 bánh lưu thông đến trung tâm xã dễ dàng trong cả hai mùa mưa nắng. Đến nay đã xây dựng được các tuyến đường bê tông với tổng chiều dài 13,046m.
Hiện trạng giao thông:
- Tuyến Quốc lộ 53 cũ, phía Đông xã Thanh Sơn, huyện Trà Cú nối các huyện lân cận. gồm 2 làn xe nền đường 10 m, mặt đường 9,0 m. phần đất dự trữ mỗi bên 11,5 m, lộ giới 33m.
- Tuyến đường tránh Quốc lộ 53, phía Đông xã Thanh Sơn, huyện Trà Cú nối các huyện lân cận. gồm 2 làn xe nền đường 11m, mặt đường 9,0 m. phần đất dự trữ mỗi bên 15,5 m, lộ giới 42m.

Các tuyến hiện hữu như đường Huyện 36 gồm 2 làn xe nền đường 7,5m, mặt đường 5,5m, lộ giới 27,5 m.

### Giao thông thủy
Xã Thanh Sơn có hệ thống mạng lưới sông ngòi và kênh thuận lợi cho việc phát triển nông nghiệp, và nuôi trồng thủy sản. Đặc biệt là sông Trà Cú thông ra sông Hậu có khả năng cho phép tải trọng phương tiện từ 50 - 100 tấn hoạt động có thế mạnh về giao thông đường thủy, tạo đà cho sự phát triển kinh tế của xã.